# ازکیل جکسون
رایکلون استیفنس (به انگلیسی: Rycklon Stephens) (زادهٔ ۲۲ آوریل ۱۹۷۸) یک بدنساز و کشتی‌گیر حرفه‌ای اهل گویان است که با نام ازکیل جکسون، در مسابقات کشتی حرفه‌ای شرکت می‌کند. ازکیل جکسون از سال ۲۰۰۷، تاکنون در این رشته، و در مسابقات نوع راو فعال بوده‌است.